# Maximilianus Transylvanus

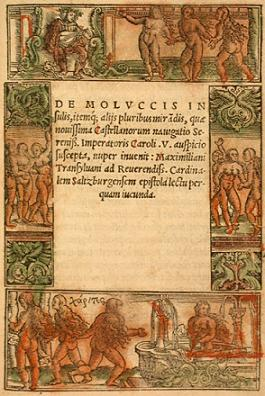
Frontispice de la première édition du récit de Transylvanus De Moluccis Insulis.

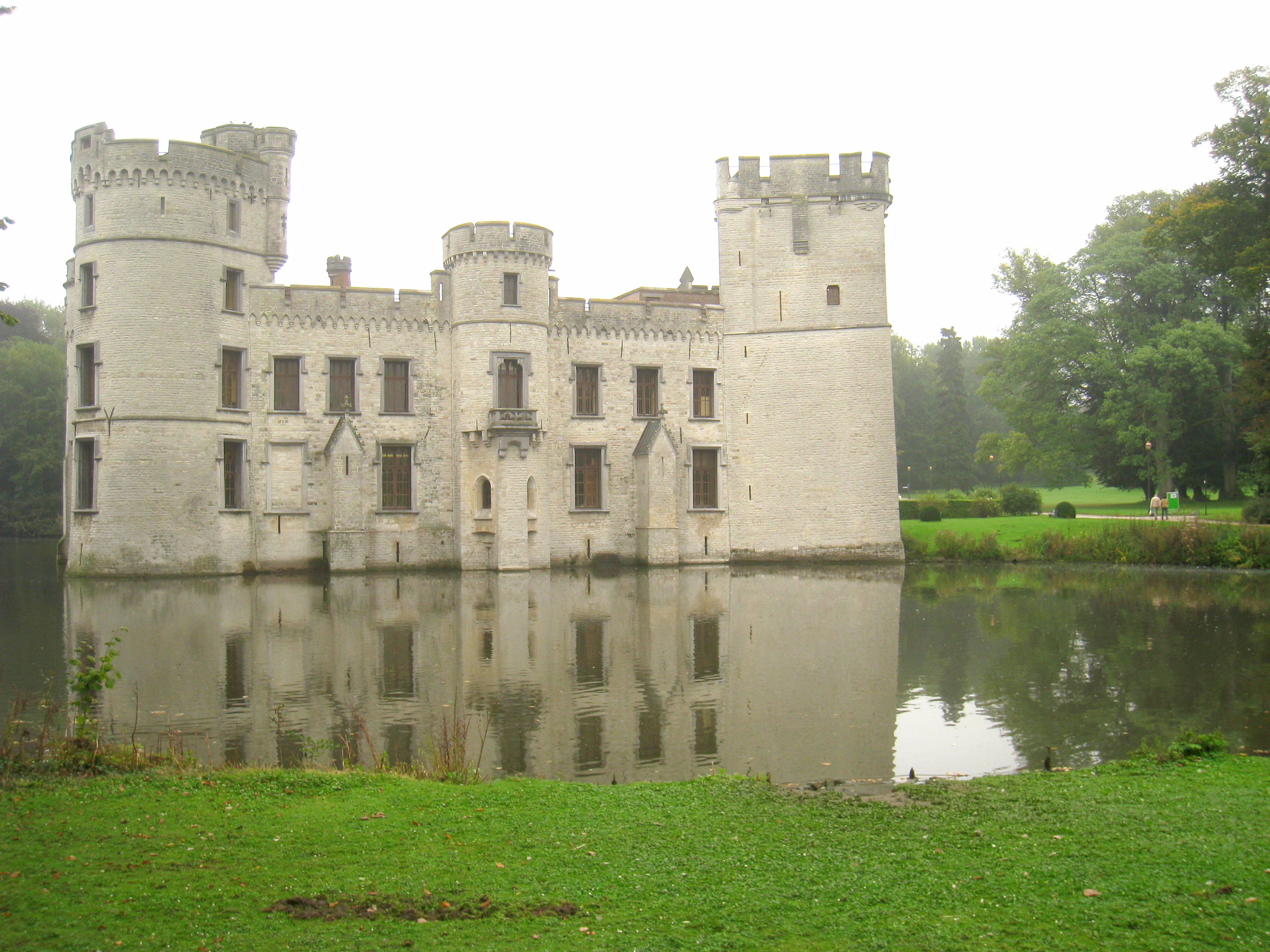
Le château de Bouchout à Meise acquis en 1537 par Maximilien Transilvain

Maximiliaen van Sevenbergen, connu dans la République des Lettres sous le nom de Maximilianus Transylvanus, francisé en Maximilien Transilvain, né à Bruxelles entre 1485 et 1490 et décédé en 1538, est un humaniste, homme d'État et diplomate des anciens Pays-Bas.
Maximilianus Transylvanus est l'auteur au XVIe siècle du premier récit imprimé de la première circumnavigation de l'histoire accomplie sous le commandement de Juan Sebastián Elcano en 1522 au cours du voyage de Magellan.

## Sa carrière
Il commença sa carrière en 1516 comme secrétaire du cardinal Mathieu Lang (1468/1469 - 1540), qui fut aussi évêque de Gurk et archevêque de Salzbourg.
On le retrouve dès 1521 dans des fonctions civiles comme secrétaire du Conseil-Privé de l'empereur Charles Quint et membre de la chancellerie impériale.
Il acquiert en 1537, par relief devant la cour féodale de Brabant le 20 mars 1537, du comte de la Marck et d'Arenberg, la seigneurie de Bouchout avec le château fort avec un cinquième de la seigneurie de Meise.
En 1538, année de son décès, il fut admis dans le lignage de Serroelofs du chef de sa mère.

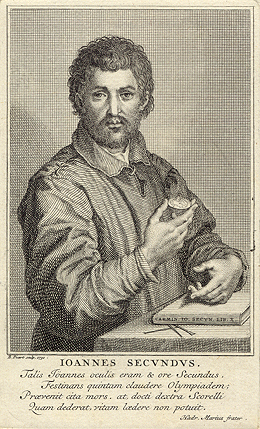
Le grand poète élégiaque latin Jean Second, célébra en vers le palais Transilvain à Bruxelles.

## Le palais Transilvain à Bruxelles
Maximilien Transilvain se fit construire à Bruxelles en face de l'église du Sablon un somptueux palais à la mode italienne, qui fut célébré en vers latins par le poète Jean Second.

## Sa famille
I) Steven (Stephanus) van Sevenbergen, épousa Joanna Meers.
II) Lucas van Sevenbergen, bourgeois de Bruxelles, orfèvre, valet de chambre et graveur de sceaux de Maximilien roi des Romains , épousa  Jeanne Meerte, née vers 1466, fille de l'orfèvre Guillaume Meerte, issu des lignages de Bruxelles, et de Gertrude Schuelens.
Lucas van Sevenbergen et Jeanne Meerte eurent trois enfants :
- 1) Maximilien van Sevenbergen dit Maximilanus Transylvanus qui suit sous III.

- 2) Barbele van Sevenbergen, citée en 1521 comme épouse de Maître Alexander Schweis, ancien secrétaire de l'Empereur des Romains, secrétaire du comte de Nassau.

- 3) Anna van Sevenbergen, citée en 1513, morte en juin 1516.

III) Maximilien van Sevenbergen dit Maximilianus Transylvanus épousa en premières noces en 1521 Françoise de Haro, fille de Diego, marchand d'Anvers et ami de Magellan, et de Jeanne Pynapel, décédée en 1530. En 1531 il épousa Catherine de Mol, fille de Roland, écuyer, seigneur de Loupoigne et de Grambais, échevin et bourgmestre de Bruxelles, membre du lignage Serroelofs. Dont il eut deux filles :
- 1) Jeanne van Sevenbergen, dame de Loupoigne et de Bouchout, épouse Gérard van Veltwijck, chevalier, secrétaire et ambassadeur de Charles Quint, et en secondes noces épousa Francis Prosper de Genève général des gardes du duc de Savoie.

- 2) Marie van Sevenbergen, dame de Grambais, épousa en 1558 Bernard de Mérode, lieutenant des gardes du roi Philippe II puis un des chefs du soulèvement des Pays-Bas.

Il eut encore deux enfants naturels reconnus :
- 3) Maximilien van Sevenbergen, né vers 1523, de sa concubine Catherine Nijs ou Catherine Mysnon. Il fut légitimé[5] en août 1525.

- 4) Jeanne van Sevenbergen, née vers 1527 de mère non connue, épousa en 1545 Henri van Heymbeke.

## Armoiries

Blason de la famille van Sevenbergen dit Transylvanus

Écartelé : aux 1 et 4, d'or à un oiseau regardant de sable ; au 2 et 3, d'argent au lion de gueules.

## Ses écrits
En 1507 il se fait connaître par un poème latin à la Diète de Constance ad puellas Constantienses, in conventu imperiali.
Il figure parmi les correspondants d'Erasme.
En 1520, Transylvanus publie à Augsbourg un texte en latin qui décrit la nomination de Charles V au titre d'empereur en 1519 à Molins de Rei : « Legatio ad sacratissimum ac invictum Caesarem divum Carolum… ab reverendissimis et illustrissimis principibus… qua functus est… Federicus comes palatinus in Molendino regio vlt. Novembris Anno MDXIX », chez Sigismund Grimm et Marx Wirsung. Il semble donc que Transylvanus est déjà secrétaire particulier de Charles. Et c'est en tant que secrétaire de l'empereur pour le compte de qui Magellan est parti découvrir les îles aux épices par l'ouest que Transylvanus s'entretient avec les survivants du voyage, les dix-huit hommes qui sont revenus à bord de la Victoria en septembre 1522. Parmi eux Juan Sebastián Elcano, Francisco Albo, et Hernando de Bustamante qui se présentent à la cour à Valladolid à l'automne 1522. Il rédige alors « Maximiliani Transyuani Caesaris a secretis epistola, de admirabili & novissima hispanoru in orientem navigatione, que auriae, & nulli prius accessae regiones sunt, cum ipsis etia moluccis insulis ». Il s'agit à l'origine d'une lettre envoyée rapidement à Matthäus Lang von Wellenburg, le cardinal-archevêque de Salzburg qui souhaitait avoir des nouvelles du périple. Sa lettre est datée du 24 octobre 1522. Elle est imprimée et publiée à Cologne en janvier 1523. Malgré les tensions entre Charles V et François Ier de France, une édition du texte voit le jour à Paris en juillet 1523 par le soin de Pierre Viart. Une édition revue est publiée à Rome par Minutius Calvus (Minizio Calvo), en novembre 1524.

## De Moluccis Insulis
Le récit proposé par Transylvanus à partir des témoignages des survivants n'est pas à prendre au pied de la lettre. C'est toutefois à partir de ce texte que l'Europe a pu en tout premier lieu satisfaire sa curiosité concernant le premier tour du monde réalisé par un navire espagnol. Le récit beaucoup plus complet d'Antonio Pigafetta n'est pas publié avant 1526, à Paris. Les récits de Pigafetta et Transylvanus divergent sur les responsabilités dans le massacre dit du « banquet de Cebu » au cours duquel vingt-six Espagnols sont victimes des indigènes. Transylvanus avance qu'Henrique de Malacca, l'esclave de Magellan a manigancé le complot. Pigafetta, qui n'a pas participé au banquet à cause d'une blessure, accuse Duarte Barbosa.
Le récit de Transylvanus comporte une description précise de la façon dont les épices sont cultivés et il relève que « les indigènes se sont réparti les forêts, comme nous le faisons avec nos vignes. ».
Un exemplaire de la première édition de cette publication est conservé à la Bibliothèque Beinecke de livres rares et manuscrits. Une seconde édition est conservée au Scheepvaart Museum d'Amsterdam.

## Édition en traduction française de la lettre
- « La lettre de Maximilianus Transylvanus » in Xavier de Castro (dir), Jocelyne Hamon & Luís Filipe Thomaz, Le Voyage de Magellan (1519-1522). La relation d'Antonio Pigafetta & autres témoignages, Chandeigne, 2007, p. 883-918. Traduit du latin par Anne-Lise Darras-Worms.